# Estrada de Ferro Central do Brasil
Die Estrada de Ferro Central do Brasil (EFCB) war eine historische Eisenbahngesellschaft in Brasilien mit Sitz in Rio de Janeiro. Die Bahngesellschaft EFCB wurde unter dem Namen Estrada de Ferro Dom Pedro II, gegründet und ab 1889 in EFCB umbenannt.

## Geschichte

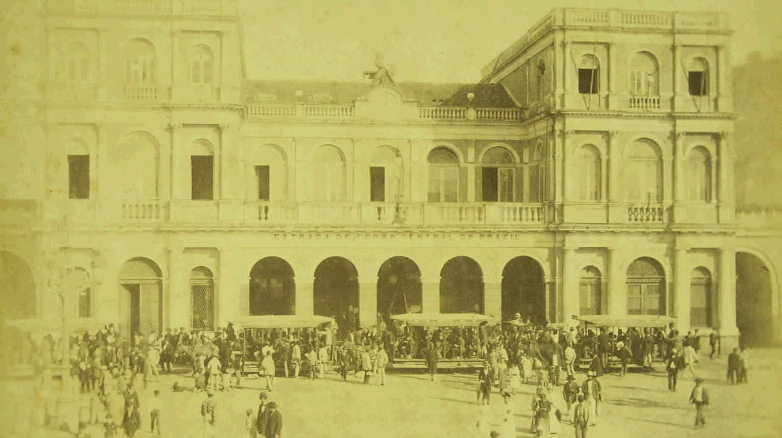
Bahnhof der Gesellschaft Central do Brasil in Rio de Janeiro im 19. Jahrhundert

Die Bahngesellschaft stand im Wettbewerb zur Estrada de Ferro Leopoldina, die etwa zur gleichen Zeit gegründet wurde. Herzstück der EFCB war die EFCB - Linha do Centro. Die Strecke führte vom Bahnhof Dom Pedro II in Rio de Janeiro die Serra das Araras hinauf und war bereits 1864 bis zum heutigen Eisenbahnknotenpunkt Barra do Piraí fertiggestellt. Von hier aus wurde weitergebaut in Richtung Juiz de Fora in der Provinz Minas Gerais, das sie 1875 erreichte. Es war geplant, sie am heutigen Belo Horizonte vorbei bis zum Rio São Francisco fortzuführen und dann weiter nach Belém in der Provinz Pará in Amazonien. 
Im Jahr 1910 wurde Pirapora am Rio São Francisco erreicht. Allerdings wurde die Brücke über den Fluss nur wenig benutzt, nachdem der Bahnhof der Independencia 1922 am anderen Flussufer eröffnet wurde. Ein ehemaliges Anschlussgleis, der Ramal de Montes Claros, wurde in der letzten Ausbaustufe der Bahnlinie der Endpunkt. Das Teilstück, das über den Fluss hinausgeführt werden sollte, wurde nicht weiter ausgebaut. Man nannte es später Ramal de Pirapora. In der letzten Ausbaustufe 1922 war die EFCB - Linha do Centro 1354 Schienenkilometer lang. Auf der Strecke kam es 1938 zu dem Eisenbahnunfall von João Ayres bei dem 42 Menschen starben.
Ab dem 16. März 1957 kam die gesamte Organisation der EFCB unter die Kontrolle der Rede Ferroviária Federal S.A. (RFFSA). 
In der Konsequenz wurden die vielen suburbanen Schienensysteme aufgeteilt, die bis zu diesem Zeitpunkt zur EFCB gehörten. Vor allem aber wurden die nicht profitablen Linien geschlossen oder anderen Linien zugeordnet. Die EFCB - Linha do Centro wurde in Teilen durch die Züge benutzt, die von São Paulo kommend nach Rio de Janeiro fuhren (ab Barra do Piraí).
Aber auch diese lukrative Teilstrecke wurde durch den Bau der DUTRA-Autobahn mehr und mehr unrentabel, so dass der gesamte Personenverkehr 1998 völlig eingestellt wurde. Im Bereich von Rio de Janeiro verkehren noch heute Vorortzüge auf den Schienen der ehemaligen Linha do Centro der EFCB.

## Überblick der Eisenbahnstrecken
Die folgenden Eisenbahnstrecken wurden durch die EFCB Estrada de Ferro Centrol do Brasil betrieben:
Im Bundesstaat Rio de Janeiro:
- EFCB - Linha do Centro
- EFCB - Linha Auxiliar
- Ramal de São Paulo
- Ramal de Jacutinga
- Ramal de Deodoro
- Ramal Circular da Pavuna

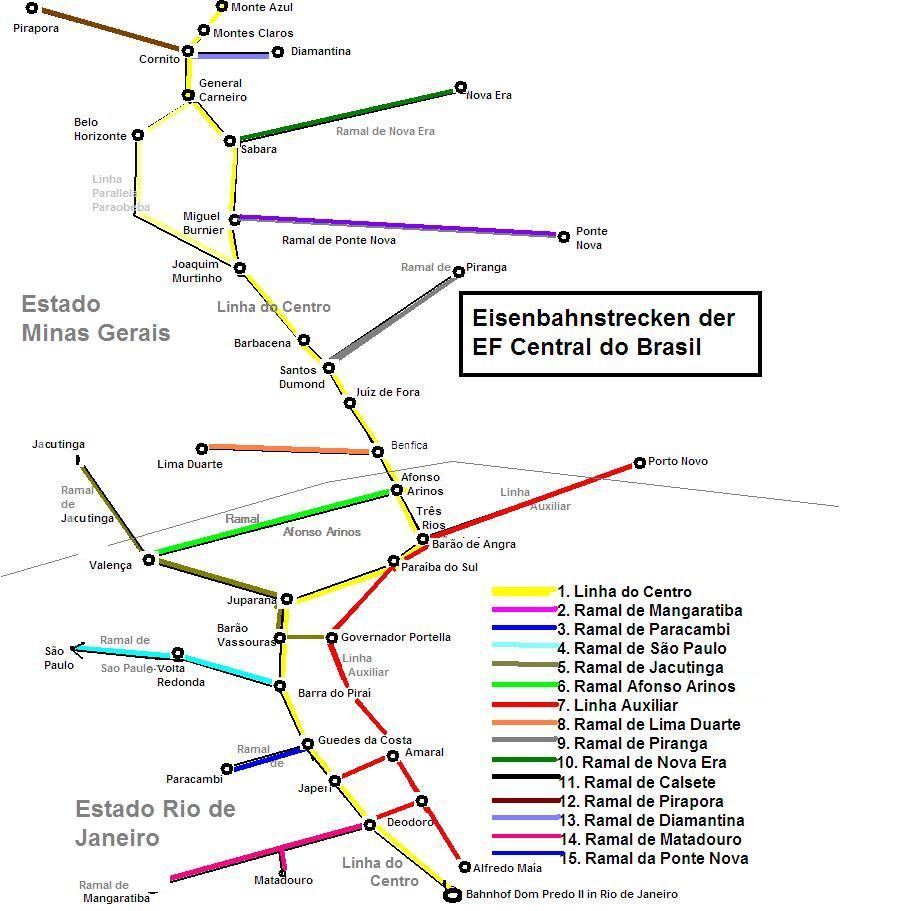
Eisenbahnstrecke Linha Central und Nebenstrecken der EFCB im Überblick

- Ramal de Mangaratiba (Ramal de Angra)
- Ramal de Paracambi
- Ramal do Matadouro
- Ramal da Barra
- Ramal Afonso Arinos

Im Bundesstaat Minas Gerais:
- EFCB - Linha do Centro (Sobragi-Monte Azul)
- Linha do Paraopeba (Variante)
- Ramal da Ponte Nova
- Ramal de Lima Duarte
- Ramal de Pirapora
- Ramal de Diamantina
- Ramal de Piranga/Mercês
- Ramal de Era Nova
- Linha do Carandaí (Variante)
- Ramal de Calsete